# Trogoderma anthrenoides
Trogoderma anthrenoides är en skalbaggsart som först beskrevs av Sharp 1902.  Trogoderma anthrenoides ingår i släktet Trogoderma och familjen ängrar. Inga underarter finns listade i Catalogue of Life.

## Bildgalleri

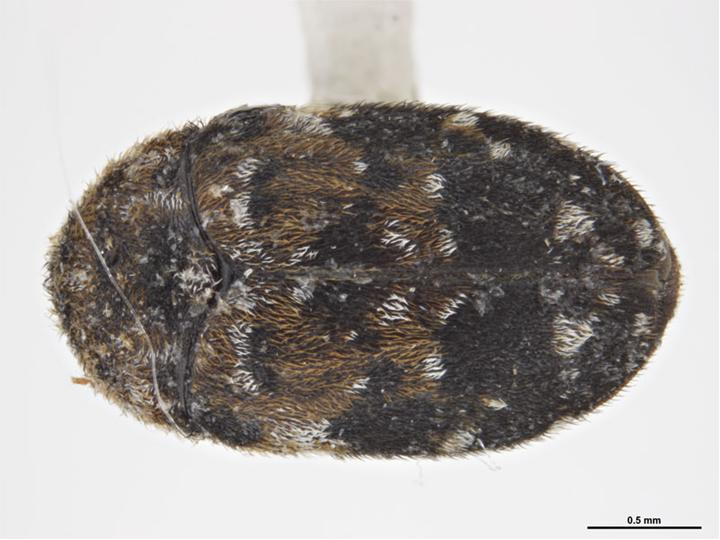